# Guy Marchand
Guy Marchand (Parijs, 22 mei 1937 – Cavaillon, 15 december 2023) was een Frans acteur, zanger en musicus. Hij verscheen vooral in bijrollen, hoofdzakelijk in komedies, ook tragikomedies en misdaadkomedies. Af en toe werd hij gevraagd voor drama's of misdaadfilms.

## Leven en werk

### Afkomst, eerste muzikale ervaringen en opleiding
Marchand werd in Parijs geboren in een bescheiden milieu, als de zoon van een garagist-schroothandelaar. Hij volgde middelbaar onderwijs aan het lycée Voltaire. Nog tijdens zijn middelbare studies was hij te bespeuren in de nachtclubs van Saint-Germain-des-Prés waar hij jazzklarinet speelde. Tijdens zijn militaire dienstplicht volgde hij een opleiding tot reserve-officier. Hij werd onderluitenant en gebrevetteerd parachutist. Hij maakte ook een tijd deel uit van het Franse Vreemdelingenlegioen.
Begiftigd met een mooie croonerstem scoorde hij in 1965 een zomerhit met zijn debuut, het nummer La Passionata. In 1982 zong hij zijn liedje Destinée in de komedie Les Sous-doués en vacances. 

### Jaren zeventig en tachtig: drukke filmjaren
Marchand debuteerde in 1971 op het witte doek naast Lino Ventura en Brigitte Bardot (als haar stomme film-acteerpartner en minnaar) in de picareske avonturenfilm Boulevard du rhum. In François Truffauts tragikomedie Une belle fille comme moi (1972) was de rol van musicus op zijn lijf geschreven.
Drie jaar later dankte Marchand zijn doorbraak aan zijn rol van opvliegende en ontrouwe echtgenoot in de bitterzoete romantische komedie Cousin, cousine. Deze film werd bedacht met drie nominaties voor de Césars en de César voor beste vrouwelijke bijrol. De film sloeg ook erg aan in de Verenigde Staten en werd genomineerd voor drie Oscars. 
Na de bijval van Cousin, cousine kon Marchand in 1978 drie nieuwe successen optekenen, drie komedies. In Tendre poulet en Vas-y maman werd hij gecast naast Annie Girardot. Het vederlichte L'Hôtel de la plage behaalde het grootste commercieel succes. Een jaar later volgde de komedie Le Maître-nageur waarin Marchand een charmezanger mocht gestalte geven.
Het jaar 1981 werd gekenmerkt door twee commercieel en kritisch succesrijke misdaadfilms: het tragikomische Coup de torchon (wwarin Marchand een racistische politiechef vertolkte) en het veelvuldig met Césars gelauwerde Garde à vue. Marchand deelde in de prijzen met een César voor beste mannelijke bijrol voor zijn prestatie als de adjunct-inspecteur van Lino Ventura. In datzelfde jaar werkte Marchand voor de tweede keer samen met Gérard Pirès in de komedie Rends-moi la clé waarin hij de ex-man (van Jane Birkin) belichaamde, een rol die hij dikwijls speelde.
Een jaar later was Marchand opnieuw adjunct, deze keer van privédetective Michel Serrault in de misdaadkomedie Nestor Burma, détective de choc. Andere vermeldenswaardige misdaadkomedies waren het succesrijke Hold-up (waarin hij de medeplichtige van overvaller Jean-Paul Belmondo was, 1985), Conseil de famille (waarin hij een kluizenkraker was, 1986) en de commerciële voltreffer Ripoux contre ripoux (waarin hij een corrupte politie-inspecteur was, 1990). 1982 was ook het jaar van de komedie Les Sous-doués en vacances, een kaskraker, waarin hij een beroemd zanger belichaamde en zijn hit Destinée zong.
Vermeldenswaardige drama's uit die jaren waren Loulou (1980) en Coup de foudre (1983) waarin Marchand telkens zijn vrouw Isabelle Huppert dreigt te verliezen, in het eerste aan Gérard Depardieu, in het tweede aan Miou-Miou. Coup de foudre scoorde goed aan de kassa en sleepte vier nominaties voor de Césars in de wacht alsook een nominatie voor de Oscar voor beste internationale film.

### Latere filmcarrière
Vanaf de jaren negentig was Marchand nog maar zelden te zien in de filmwereld omdat hij zich opnieuw meer bezighield met muziek en televisiewerk.
In de periode 1991-2005/2006 verscheen hij slechts in zes films, meestal in bescheiden bijrollen. Zijn meest bekeken film uit die tijd was Le Plus Beau Métier du monde (1995), de derde en laatste komedie die hij maakte onder regie van Gérard Lauzier.
Met Dans Paris (2006) maakte Marchand zijn comeback op het grote scherm. In deze tragikomedie probeert hij als vader samen met zijn tweede zoon en zijn ex (Marie-France Pisier met wie hij in Cousin, cousine een scheve schaats reed) hun oudste zoon van zijn zelfmoordgedachten af te brengen. Daarop volgde het drama Après lui (2007) waarin hij, net als zijn ex Catherine Deneuve, het verlies van hun zoon moet verwerken.
Na deze twee films verdween zijn filmcarrière weer op de achtergrond door de boeken die hij toen publiceerde.
In 2010 verscheen het pakkend historisch drama L'Arbre et la Forêt waarin Marchand de hoofdrol voor zijn rekening nam van een oude getrouwde boomkweker die een geheim met zich meedraagt. Die werd vijftig jaar geleden in een nazi-kamp opgesloten, niet wegens zijn politieke overtuigingen, maar wegens zijn homoseksuele geaardheid.
Tijdens het daaropvolgend decennium 2011-2020 was zijn filmcarrière weer vruchtbaarder.  

### Televisie
Vanaf 1973 was Marchand een vertrouwde verschijning bij het televisiepubliek, vooral door zijn vertolking van de titelrol van de televisieserie Nestor Burma (1991-2003), een privédetective wiens avonturen acht seizoenen lang werden uitgezonden. De serie was gebaseerd op de misdaadkomedie Nestor Burma, détective de choc (1982) waarin Marchand al fungeerde als de adjunct van Nestor Burma (rol van Michel Serrault).

### Muzikant en zanger
In de loop der jaren (1965-2000) bracht Marchand nog heel wat singles en EP uit. Een twintigtal albums verschenen tussen 1969 en 2020, waaronder een vijftal verzamelalbums.

### Privéleven
Marchand was een eerste keer gehuwd met de actrice Béatrice Chatelier (hij was haar ex-man in Les Sous-doués en vacances). Ze kregen twee kinderen..
In 2006 ontmoette Marchand een vrouw van Russische komaf die veertig jaar jonger was. Ze trouwden in 2007. Ze verliet hem enkele jaren later en begon een nieuw leven in Duitsland met een nieuwe partner.
Marchand overleed op 15 december 2023 op 86-jarige leeftijd.

## Filmografie (ruime selectie)
- 1971 - Boulevard du rhum (Robert Enrico)
- 1972 - Une belle fille comme moi (François Truffaut)
- 1975 - Cousin, cousine (Jean-Charles Tacchella)
- 1975 - L'Acrobate (Jean-Daniel Pollet)
- 1976 - Attention les yeux! (Gérard Pirès)
- 1976 - Le Voyage de noces (Nadine Trintignant)
- 1976 - Le Grand Escogriffe (Claude Pinoteau)
- 1978 - Tendre poulet (Philippe de Broca)
- 1978 - L'Hôtel de la plage (Michel Lang)
- 1978 - Vas-y maman (Nicole de Buron)
- 1979 - Le Maître-nageur (Jean-Louis Trintignant)
- 1980 - Loulou (Maurice Pialat)
- 1980 - The Big Red One (Samuel Fuller)
- 1981 - Rends-moi la clé (Gérard Pirès)
- 1981 - Garde à vue (Claude Miller)
- 1981 - Coup de torchon (Bertrand Tavernier)
- 1982 - Nestor Burma, détective de choc (Jean-Luc Miesch)
- 1982 - Les Sous-doués en vacances (Claude Zidi)
- 1983 - Mortelle Randonnée (Claude Miller)
- 1983 - Coup de foudre (Diane Kurys)
- 1984 - La Tête dans le sac (Gérard Lauzier)
- 1984 - Stress (Jean-Louis Bertuccelli)
- 1984 - P'tit con (Gérard Lauzier)
- 1985 - Hold-up (Alexandre Arcady)
- 1986 - Conseil de famille (Costa-Gavras)
- 1987 - La Rumba (Roger Hanin)
- 1987 - Charlie Dingo (Gilles Béhat)
- 1987 - Noyade interdite (Pierre Granier-Deferre)
- 1988 - Bonjour l'angoisse (Pierre Tchernia)
- 1989 - Un père et passe (Sébastien Grall)
- 1989 - Les Maris, les Femmes, les Amants (Pascal Thomas)
- 1989 - Try This One for Size (Guy Hamilton)
- 1990 - Ripoux contre ripoux (Claude Zidi)
- 1995 - Le Nouveau Monde (Alain Corneau)
- 1996 - Le Plus Beau Métier du monde (Gérard Lauzier)
- 1996 - Beaumarchais, l'insolent (Edouard Molinaro)
- 2001 - La Boîte (Claude Zidi)
- 2002 - Tangos volés (Eduardo de Gregorio)
- 2006 - Dans Paris (Christophe Honoré)
- 2007 - Après lui (Gaël Morel)
- 2008 - Passe-passe (Tonie Marshall)
- 2010 - L'Arbre et la Forêt (Olivier Ducastel en Jacques Martineau)
- 2014 - Calomnies (Jean-Pierre Mocky)
- 2017 - Ôtez-moi d'un doute (Carine Tardieu)
- 2019 - Convoi exceptionnel (Bertrand Blier)
- 2020 - Tout nous sourit (Mélissa Drigeard)

## Prijzen en nominaties

### Prijzen
- 1982 - Garde à vue: César voor beste mannelijke bijrol

### Nominaties voor de César voor beste mannelijke bijrol
- 1981 - Loulou
- 1984 - Coup de foudre
- 1988 - Noyade interdite
- 2007 - Dans Paris

## Publicaties
- Guy Marchand: Le Guignol des Buttes-Chaumont, 2007 (autobiografie)
- Guy Marchand: Un rasoir dans les mains d'un singe, 2008 (roman)
- Guy Marchand: Le Soleil des enfants perdus, 2011 (roman)

- Biblioteca Nacional de España: XX1562193
- Bibliothèque nationale de France: cb13897070p (data)
- Gemeinsame Normdatei: 134129954
- International Standard Name Identifier: 0000 0001 2128 3650
- Library of Congress Control Number: no2010018286
- MusicBrainz: 0da8a0d2-fb6e-4137-9a30-1bf470c4b3e8
- Nationale Bibliotheek van Tsjechië: xx0156113
- Nationale Bibliotheek van Israël: 987007605423605171
- Nederlandse Thesaurus van Auteursnamen: 353946001
- Réseau des bibliothèques de Suisse occidentale: 02-A012363962
- SNAC: w66q358q
- Système universitaire de documentation: 059192941
- Virtual International Authority File: 37102684
- WorldCat: E39PBJjxxj4fcrtKFfVT3wrTHC